# ふらっとらいん♪
『ふらっとらいん♪』（末尾の“♪”は発音しない）は、ででん♪の漫画作品。

## 概要
電撃オンラインサイトのWebコミック「くりまん」の中の一作品として、2003年7月3日より連載を開始した。
2006年5月2日掲載の第52話で電撃オンライン上での連載は終了。第53話以降はメディアワークスの雑誌『電撃「マ）王』に移籍し、2006年5月号（3月27日発売）より連載を継続している。
※電撃オンライン上での最終回（第52話）より先に、『電撃「マ）王』での初回（第53話）が掲載された。
※『電撃「マ）王』で連載していたが、次回告知がありながら2006年12月号以降掲載が無くなり自然消滅により終了した。

## 作品概要
オンラインゲーム仲間の中学生の少女4人と、うち1人の姉の計5人の個性的な面々が、リアル世界で巻き起こす日常のドタバタを描く。メインの5人は、全員胸が薄いというのが、本作品では最も重要な特徴。

## 主な登場人物
乃木坂 京乃（のぎさか みやの）
14歳。美園学園中等部3年A組（登場時は2年A組）。身長165cm、体重38kg、スリーサイズはB66/W52/H70。水色のロングヘアーを黒いリボンでツインテールにまとめている。
メイン5人組の中では最もクールでドライ。そのため、実質的にリーダー的な存在となっている。
姉がトラブル体質のため、必然的にクールになってしまったらしい。
勝ち負けにはこだわる。格闘ゲームは「勝てないとイヤだからやらない」ほど。
寝ぼけていると、周囲の人間を（性別に関係なく）襲う癖がある。見かけは寝ぼけているように見えない。
寝ぼけていない時でも、レズの気がある。ただ、自分が胸を触られるのが極端に苦手なので「触られる前に触る」ようにしているらしい。
体操服はブルマ派。
音ゲーと寝ることが好き。
愛称は「みゃーの」。ネットゲームでは「Mia」というモンクのキャラを操る。
乃木坂 綾乃（のぎさか あやの）
京乃の姉。短大生なのに、容姿、行動ともに小学生なみ。
19歳（登場時は18歳）。美園短期大学被服科2年（登場時は1年）。スリーサイズはB66/W60/H68。緑色のロングヘアーを2本のおさげ（三つ編み）にしている。眼鏡っ娘。
生来のトラブルメーカー。たいてい、何かの騒動の中心にある。性格もだが、体格も一因となっているらしい。
妹を溺愛し、自作のコスプレ衣装を着せるのが好き。裁縫の腕も、コスプレ衣装づくりで培ったもの。
裁縫以外の家事の腕は非常に悪い。
京乃の部屋で焼き芋パーティーがあった時、チャッピーのせいで千春のやらかしたオナラの濡れ衣を着せられ、いわれなき制裁を受けたことがある。
寒い日、トイレを我慢したままこたつに入っていて京乃の攻撃を受け、神やら禁やらを失ったことがある。
RPGと裁縫、同人誌づくりが好き。
美園学園中等部3年A組に教育実習に来た。ただ、ゲームで我を忘れ、2日ほど無断欠勤してしまったが、その間は夢姫が代役を務めた。
愛称は「あやちゃん」。ネットゲームでは「Aya」という白魔道士のキャラを操る。
三倉 早苗（みくら さなえ）
京乃たちのクラスメイトでゲーム仲間。主要キャラの中では、最もまともだが、京乃には「いじめられっ娘」にされている。
14歳。美園学園中等部3年A組（登場時は2年A組）。身長は160cm。スリーサイズはB68/W56/H70（登場時）。現在は胸が1cmアップし、京乃に「3cmも差がある」と恨まれている。
髪は濃いカーキ色のショートヘア。白いカチューシャを愛用する。
性格は優しくて気弱。そのため、他のキャラ、特に京乃にもて遊ばれることが多い。
1学期の最終日に、美園学園中等部に転校して来た。当日、京乃に縦縞のパンツを見られ「しまちゃん」というあだ名をつけられそうになった。
極端な怖がり。お化け屋敷では、腰が抜けて動けなくなり、泣いてしまうほど。
体操服はブルマ派。
パズルゲームと読書が好き。花粉症。
愛称は「さなちゃん」。ネットゲームでは「Sana」という黒魔道士のキャラを操る。
町田 千春（まちだ ちはる）
京乃たちのクラスメイトで、ゲーム仲間。
14歳。美園学園中等部3年A組（登場時は2年A組）。スリーサイズはB68/W56/H71。黒いストレートのロングヘアーで、ふだんは特にまとめてはいないが、スポーツをする時はヘアバンドやリボンでまとめる。口元に光る八重歯がチャームポイント。
とにかく明るく元気で脳天気。性格も大ざっぱ。特に場の空気を読むのが苦手で、つい「言ってはならんこと」を口走ってしまうことが多い。
京乃の部屋で焼き芋パーティーをした時、こっそりオナラをした張本人。
ネギが最大の弱点。
体操服はスパッツ派。体育の時間でなくても、普段からスパッツは愛用している。ノーパンでスパッツをはいて、光信を「パンツのラインが見えない」と驚かせたこともある。
同性の前では、全裸になることにまったく抵抗がないらしい。
スポーツ全般の他、格闘ゲームと特撮が好き。
愛称は「ちはちー」。ネットゲームでは「Chiha」という剣士のキャラを操る。
高森 湊（たかもり みなと）
京乃たちのクラスメイトで、ゲーム仲間。
14歳。美園学園中等部3年A組（登場時は2年A組）。スリーサイズはB68/W56/H70。癖のある白銀色のショートヘア。
物静かで、謎めいた雰囲気。ボーイッシュな外観や、自分を「ボク」と言うせいもあり、女子のファンが多い。バレンタインのチョコを、光信より多くもらうほどの男前。
「現代版・お婆ちゃんの知恵袋」的な知識が多いが、あまり役には立たないらしい。
魔法少女かも知れない、という情報あり。
一見、犬のように見えるが人語を解する謎の生物「チャッピー」をペットにしている。これは「魔法少女」に必須のパートナー、という説がある。
保健室のベッドで、京乃に「性別確認」という名目で、実は京乃が「満足する」ような行為をさせられたらしい。
体操服は短パン派。
ドクターパパ（「ドクターペッパー」のパロディ）の2リットルボトルを一気飲みできる。
散歩が好きで、一度に18時間という記録を持っている。
「ひげ」に関心があるらしい。
ネットゲームでは「Mina」という商人のキャラを操る。
大久保 美佳（おおくぼ みか）
京乃たちのクラスメイト。クラスの委員長であり、苦労性。
14歳。美園学園中等部3年A組（登場時は2年A組）。スリーサイズはB72/W54/H73。
ロングヘアを細いリボンでツインテールにしている。
もとは眼鏡を使っていたが、コンタクトに変えるとともに、イメージと性格の改善を図ろうとした。
カーレースゲームが好きで、ストレス発散にも役立っている。ゲームセンターでは無敗を誇り「美園峠のダウンヒルクイーン・ミカ=ザ=ゴッドスピード」の二つ名で呼ばれている。
ゲームは筐体派で、コンシューマー機のコントローラーでは楽しめないらしい。
北大路 光信（きたおおじ みつのぶ）
26歳。美園学園中等部3年A組（登場時は2年A組）の担任教師。生物が専門。
寡黙な雰囲気と爽やかな外観の青年であり、女子生徒からの人気が高い。
中等部のクラス編成を自由にできるという権力を持っている。
無類の「ぺた（貧乳）」好き。巨乳は、それ自体が悪だと思っている。
巨乳の女性に抱きつかれたりすると、泡を吹いて気絶するほどのダメージを受ける。
甘いものと薄いものが好き。でかくて揺れるものが大嫌い。
貧乳の女子の胸からエネルギーを吸い取ることができるらしく、吸い取られた女子の胸はさらに小さくなる。巨乳からは吸い取れない。
教育実習中の綾乃とともに「ゲーム部」を設立。初期部員は京乃たち4人。
大手同人サークル「north prince」の代表という顔も持っている。
北大路 依里（きたおおじ えり）
28歳。美園学園中等部の保健医。後頭部のみロングヘアで、リボンで束ねている。スリーサイズはB90/W62/H74。
光信の実姉。巨乳。極度のブラコンで、弟が自分にそっけない態度を取るのを悲しんでいる。
穏和で優しく、巨乳であることも相まって、男子生徒には大変な人気。
弟の光信を「みっちゃん」と呼ぶ。
御神楽 夢姫（みかぐら ゆめき）
綾乃がクリスマスに出会った、不思議な雰囲気の少女。
6歳。体格は年相応。ロングヘアをリボンで留め、おでこの上で蝶結びにした上、ウサ耳風の帽子を愛用している。
破れたぬいぐるみを直してくれた綾乃になつき、自分だけの“お姉ちゃん”にしたいと思っている。
「あるまてんよ」（ありませんよ、の意）など、変な日本語でしゃべる。
料理をするのが好きだが、味は保証の限りではない。
ゲームで教育実習を無断欠勤した綾乃に代わり、京乃に頼まれて2日ほど教育実習をした。光信にも気づかれないほどの完璧ぶりだったが、綾乃本人よりしっかりしていたらしい。代役の報酬は、綾乃を1日好きにしていいというものだった。
三浦 由紀（みうら ゆき）
19歳（登場時は18歳）。美園短期大学被服科2年（登場時は1年）。綾乃の友人。
やや癖のあるロングヘア。お嬢様育ちで、少々おっとりした性格。
美耶と「あやちゃんラヴラヴ同盟」を結成している。
園田 美耶（そのだ みや）
19歳（登場時は18歳）。美園短期大学被服科2年（登場時は1年）。綾乃の友人。
ショートヘア。活発でスポーツ万能。
由紀と「あやちゃんラヴラヴ同盟」を結成している。
白河 カナ（しらかわ カナ）
14歳。美園学園中等部3年A組（登場時は2年B組）。スリーサイズはB65/W62/H70。「おでこ」キャラ。ロングヘアをカチューシャで上げ、ただでさえ広大なおでこを堂々と見せつけている。
胸のサイズだけなら京乃たちより小さいが、身長も低いため、相対的に胸が大きい（一般的には十分小さい）。
光信を深く慕っていて、2年の時にはA組への返り咲きをもくろみ、元A組の4人で「∀カルテット」を結成した。
広島出身。中学入学と同時に、美園町へ引っ越して来た。広島弁でしゃべる。
キレやすく勝ち気な割に、泣き虫でもある。早苗以上の怖がりだが、恐怖が頂点に達すると大暴れして周囲を壊しまくる。
事故ではあるが、京乃にファーストキスを奪われた。しかも、奪われたことよりも、非常に気持ちよかったことの方に腹を立てた。
伊藤 翔子（いとう しょうこ）
15歳。美園学園中等部3年A組（登場時は2年E組）。スリーサイズはB75/W62/H78。
陸上部所属。特にハードルに強い。
2年の頃は所属クラスの通り巨乳であったが、光信からもらったメモ（飲み薬の調合法などが書かれていた）を守った結果、胸が小さくなったらしい。
∀カルテットの一員。メンバーの中では、最もおとなしい。
ゲームやアニメが大好きだが、ふだんはそれを隠している。
体育&文化祭で、湊と対決。京乃の陰謀で、コケコール（「コカコーラ」のパロディ）2リットルボトルの一気飲みをさせられ、敗北した。
篠原 小桃（しのはら こもも）
15歳。美園学園中等部3年A組（登場時は2年B組）。スリーサイズはB72/W68/H75。
ロングヘアー。一部を左右でまとめている（全部ではないのでツインテールではない）。ツリ目。
∀カルテットの一員。
よく文句を言うが、本人は他力本願でいたって無責任。ヘタレである。
ゴシップが好き。写真週刊誌を愛読し、自身の周囲の噂話にも敏感。
桜咲 一夜子（さくらざき ひよこ）
15歳。美園学園中等部3年A組（登場時は2年D組）。スリーサイズはB70/W67/H75。
文芸部所属。物静かだが、何を考えているかわからないところもある。
ロングヘアー。先の方が縦ロールになっているが、高飛車だったりお嬢様だったりはしない。前髪を目の高さで横一線に切っているのが特徴。
∀カルテットの一員。
2年D組で役員をしていたこともあり、3年A組では副委員長となっている。
「ひよ」と呼ばれたいらしい。
家が神社で、手伝いで巫女をしている。
町田 直規（まちだ なおき）
11歳。千春の実弟。
成績優秀、品行方正、責任感にあふれた「よくできた」少年。クラス担任には「クラスの最後の良心」として評価が高い。
姉の自由奔放さをうらやましく思っていて、姉弟の仲はよい。
顔もよく、バレンタインにはクラスや学年を問わず、多数のチョコをもらう。
教授
本名不明。美園短期大学被服科の男性教授。短髪に口ひげの人物。
綾乃・由紀・美耶の所属するゼミの担当教授でもある。
作者の漫画家仲間の黒須嗣載（くろす つぐとし）がモデルらしい。
チャッピー
湊が飼っている、謎の生き物。一見、普通の犬のように見えるが、人語を理解する。
クリスマスに、湊が怪しいサンタクロース（正体は光信らしい）にもらった「魔法のバウリンガル」により、人語を話すこともできるようになった。
ヤクザのような口調で、湊を「姐さん」と呼ぶ。
最初、綾乃の同人誌に描かれた時は「ポッキー」という名前だった。

## 主な舞台
美園学園（みそのがくえん）
主要キャラが通う学校。美園町にある。
中等部は、A組からB組、C組……と順にあるが、これは胸のサイズと対応しているらしい。さらに光信（必ずA組担任）が担任にいる学年の女子生徒は、年度の途中であっても、胸が成長するとクラスを変えられる。

## その他設定
∀カルテット（ターンエー・カルテット）
美園学園中等部2年女子で、かつてA組だったがなぜか他クラスへ飛ばされたうちの4人が結成した。
リーダーはカナ。全員が、光信を慕っている。
理不尽にクラス替えをされたと思っており、京乃たち4人組と入れ替わり、光信が担任のA組へ戻るべく、何かと勝負を挑んだ。
3年への進級時、全員が3年A組（担任は光信）になったので自然消滅したが、京乃たちとのライバル関係は続いている。
あやちゃんラヴラヴ同盟
構成員は、由紀と美耶の2人。
決まりごとは、以下の3つ。
1. 綾乃に悪い虫を近づけない。
2. 綾乃に好きな人ができたら、応援する。
3. 自分たちは綾乃に手を出さない（鑑賞するだけ）　抜け駆けすんナ

## 人気投票
2004年8月、電撃オンライン上で開催された。結果は、以下の通り。
- 第1位 乃木坂 京乃　179票
- 第2位 乃木坂 綾乃　68票
- 第3位 三倉 早苗　48票
- 第4位 大久保 美佳　29票
- 第5位 チャッピー　26票
- 第6位 伊藤 翔子　24票
- 第7位 高森 湊　22票
- 第7位 北大路 光信　22票
- 第9位 御神楽 夢姫　21票
- 第10位 白河 カナ　20票
- 第11位 町田 千春　17票
- 第12位 桜咲 一夜子　5票
- 第12位 園田 美耶　5票
- 第14位 篠原 小桃　4票
- 第15位 三浦 由紀　1票
- 第15位 北大路（姉）　1票（投票時、本名は未発表だった）
- 第15位 ででん♪　1票

## 書誌情報等

### 単行本
メディアワークスより「電撃コミックスEX」として刊行されている。
1. 第1巻（2005年11月25日発行） ISBN 4-8402-3261-X
2. 第2巻（2006年1月25日発行） ISBN 4-8402-3262-8
3. 第3巻（2011年8月14日発行）　同人誌なのでコードは無し

なお、2004年8月1日に、第1巻と同一内容（表紙イラストは別）の単行本が、電撃屋.comおよび一部の書店のみで発売された。こちらには、特典としてマウスパッドが付録となっていた。3巻に関しては諸般の事情で一般販売では出せないようで、作者本人のサークルのぺたぺただんの同人誌として2011年8月14日のコミックマーケット80の3日目に発売されたため1・2巻と比べ発行部数が少なく同人ショップであるメロンブックスに専売商品として委託用に増産された。その後2012年8月12日のコミックマーケット82の3日目で同サークルブースにて増産分が販売された。他の書店や同人ショップでの取り扱いはない。
なお単行本未収録の原稿がまだ存在するものの4巻を構成するには足りず、現在は不定期で同サークルホームページにて連載が再開されていたがそのホームページごと自然消滅した。以後作者のブログや画像投稿サイトのpixivなどで再開された形跡はない。